# Jošt Urbančič
Jošt Urbančič, slovenski nogometaš, * 12. april 2001, Ljubljana.
Urbančič je profesionalni nogometaš, ki igra na položaju branilca. Od leta 2025 je član slovenskega kluba Olimpija. Pred tem je igral za slovenska kluba Domžale in Gorico ter norveški Viking. Skupno je v prvi slovenski ligi odigral 33 tekem. Bil je tudi član slovenske reprezentance do 15, 16, 17, 18 in 19 let.